# 二見バイパス
二見バイパス（ふたみバイパス）は、沖縄県名護市二見から大浦に至る国道331号のバイパスである。

## 概要
当該区間の現道（旧道）は高低差が激しくカーブの坂道で歩道もなく、大型車が安全に通行できないなど道路状況がよくなく、かつ大雨になると土砂崩れになりやすく非常に危険になりやすい箇所で万が一通行止になった場合は相当な距離を迂回路をしなければならない。このため安全性からこのバイパスが建設された。
1990年に当時の主要地方道名護国頭線（県道70号・現在は国頭東線）のバイパスとして事業化。1993年に現在の国道331号に昇格後、国道のバイパスとして事業継続（当該路線が指定区間外であるため整備主体は引き続き沖縄県が担当）。まず大浦の約800m余の区間が2000年に開通（ほとんどが曲線改良および拡幅）。その後二見大橋と杉田大橋の2つの橋、二見杉田トンネルと二見楚久トンネルの2つのトンネルを含めた二見・大浦間の残りの1.45kmの区間が整備され、2011年3月26日に全線開通した。
二見バイパスの開通により、同バイパスに並行する現道（旧道）区間は今後一部整備され、名護市に移管し名護市道に降格予定（その際国道329号との重複区間が一部短縮される予定）だが、2012年11月に地元民謡「二見情話」が奏でるメロディーラインが完成した。

### 路線データ
- 区間・名護市字二見 - 大浦
- 実延長・約2.3km
- 道路規格・第3種2級
- 設計速度・50km/h
- 車線数・2車線

## 地理

### 通過する自治体
- 沖縄県
  - 名護市

### 道路施設

#### 橋梁
- 杉田大橋
- 二見大橋
- 大浦橋

#### トンネル
- 二見杉田トンネル
- 二見楚久トンネル